# Luis María Gonzaga de Casanova-Cárdenas y Barón
Luis María Gonzaga de Casanova-Cárdenas y Barón (Madrid, 24 de abril de 1950), V duque de Santángelo grande de España (3 de octubre de 1980) (Boletín Oficial de 15 de abril de 1980), XXI marqués de Elche, conde de Lodosa.
También fue, hasta su destitución en 2011, XXII duque de Maqueda, Grande de España y barón de Liñola (de ambos títulos fue destituido en favor de su hermana María del Pilar Paloma de Casanova-Cárdenas y Barón).

## Biografía
Hijo de Baltasar de Casanova-Cárdenas y Ferrer y de su mujer María de los Dolores Barón y Osorio de Moscoso.
Es caballero de la Real Maestranza de Caballería de Valencia, del Real Cuerpo de la Nobleza de Cataluña y de la Real Hermandad del Santo Cáliz de Valencia, señor del Castillo de La Ràpita en Vallfogona de Balaguer, Noguera, Provincia de Lérida, Cataluña.

## Matrimonio y descendencia
Casó en Pöcking el 21 de junio de 1980 con la archiduquesa Mónica María Roberta Antonia Raphaela de Austria (Wurzburgo, 13 de septiembre de 1954), hija del archiduque Otón de Austria, Jefe de la Casa de Habsburgo-Lorena, y de la princesa Regina de Sajonia-Meiningen, el matrimonio tiene cuatro hijos: 
- Baltasar Carlos Casanova-Cárdenas y Habsburgo-Lorena (Vallfogona de Balaguer, 17 de agosto de 1981).

- Gabriel María Casanova-Cárdenas y Habsburgo-Lorena (Vallfogona de Balaguer, 21 de marzo de 1983)

- Rafael María Casanova-Cárdenas y Habsburgo-Lorena (Castillo de La Rápita, Vallfogona de Balaguer, 11 de agosto de 1986)

- Santiago Casanova-Cárdenas y Habsburgo-Lorena (Castillo de La Rápita, Vallfogona de Balaguer, 26 de abril de 1993)